# Хафпайп (сноуборд)
Хафпайп (также халфпайп или хавпайп) (от англ. Half-pipe — половина трубы) — спортивная дисциплина в соревнованиях по сноуборду. Является олимпийской дисциплиной с 1998 года. Соревнования проводятся на специальном снежном рельефе, который представляет собой в разрезе половину трубы.

## Трасса

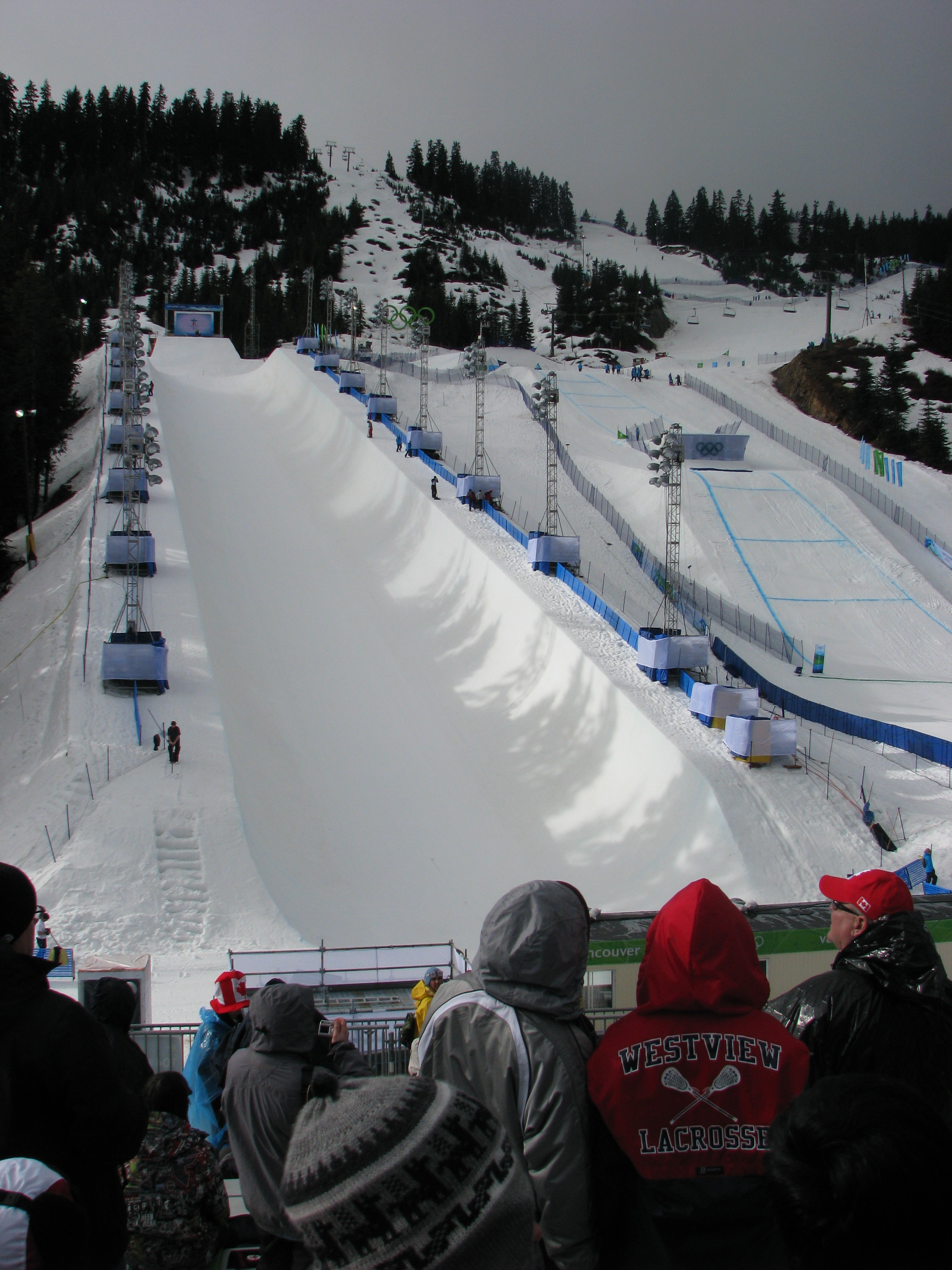
Трасса для соревнований по сноуборду в хафпайпе на зимней Олимпиаде 2010 года в Ванкувере

Место соревнований по хафпайпу представляет собой полутрубу, сделанную из плотного снега или вырытую в земле и покрытую снежным слоем. Для создания правильной геометрии и радиуса используется ратрак со специальными насадками. Это сооружение внешне напоминает рампу для скейтборда, высота стенок которой более 3 метров, а длина превышает 80 метров. Его строят на горе с уклоном, поэтому можно с одной стены разогнаться, а с другой вылететь по радиусу, сделать трюк и, вписавшись в тот же радиус, поехать обратно и совершить следующий трюк на противоположной стене.
Хафпайп больших размеров, использующийся, как правило, на очень серьёзных соревнованиях, называют суперпайп.
Основные элементы хафпайпа:
- Стена — вертикальная часть хафпайпа, выкидывающая спортсмена в воздух.
- Основание (или платформа) — центральная нижняя часть хафпайпа.
- Переход (или транзит) — секция, где происходит переход между плоским нижним основанием и вертикальной стеной. Этот переход измеряется, как радиус большого воображаемого круга.
- Вертикаль (англ. transition) — вертикальные части стен между краем и переходными частями .
- Край — верхняя грань хафпайпа, где заканчивается стена.
- Площадка — это плоская горизонтальная поверхность на самом верху стены с каждой стороны по которой ходит персонал либо стоят зрители.
- Место входа в хафпайп (англ. entry ramp) — это начало хафпайпа, откуда начинается движение, при этом иногда заход в хафпайп совершается сбоку.

Схема профиля Хафпайпа

## История
В 1983 году, в Сода Спрингс, штат Калифорния, состоялся первый чемпионат мира по хафпайпу. Организатором выступили Том Симс и Майк Чантри, местный сноуборд-инструктор.
В сезоне 1994/95 был проведён первый Кубок мира по сноуборду, награды разыгрывались в 3 дисциплинах: хафпайп, слалом и гигантский слалом. Вручалось 4 кубка: 3 "Малых Хрустальных глобуса" (в дисциплинах: хафпайп, слалом, гигантский слалом) и "Большой Хрустальный глобус" в слаломных дисциплинах (очки в гигантском слаломе + очки в слаломе)
В 1995 году Международный олимпийский комитет принял решение включить хафпайп в программу зимних Олимпийских игр.
В 1996 году в австрийском городе Лиенц состоялся первый чемпионат мира по сноуборду под эгидой FIS, в программу которого были включены такие дисциплины, как слалом, гигантский слалом и хафпайп.
В 1998 году впервые на зимних Олимпийских играх было разыграно 4 комплекта наград: в хафпайпе и гигантском слаломе среди мужчин и женщин.